# Papst Franziskus – Ein Mann seines Wortes
Papst Franziskus – Ein Mann seines Wortes ist ein Dokumentarfilm von Wim Wenders aus dem Jahr 2018. Der Film hatte seine Premiere am 13. Mai 2018 auf dem Festival in Cannes, wo er außerhalb des Wettbewerbs gezeigt wurde, und lief am 14. Juni 2018 in den deutschen Kinos an.

## Inhalt
Der Film beginnt mit Zeitraffer-Aufnahmen von Assisi und einer langen Kamerafahrt über Giottos Fresken in der Basilika San Francesco, die zu Ehren von Franz von Assisi gebaut wurde. Die Kamera verweilt dann auf dem Bild, wo Franziskus die Vision hat, dass Gott ihn aufruft, das zusammenfallende Gebäude der Kirche zu retten. Franz von Assisi ist Vorbild und Namensgeber für Papst Franziskus.
Im Film wechseln sich Abschnitte mit Aufnahmen von den weltweiten Reisen des Papst Franziskus, seinen Reden in der UNO, im US-amerikanischen Kongress, Bilder von unterschiedlichen öffentlichen Auftritten und Szenarien von Umweltzerstörung mit Bildberichten von einigen wenigen Einzelbegegnungen, z. B. mit Erdogan oder Stephen Hawking. Dokumentiert werden Befragungen durch Journalisten über brisante Themen wie den Kindesmissbrauch in der katholischen Kirche oder über seine Einstellung zu homosexuellen Beziehungen. Die Dokumentationen werden unterbrochen mit den ausführlichen Interviews, die Wenders mit dem Papst geführt hat. Eingestreut in den Dokumentarfilm sind schwarzweiße, im Stil von Stummfilmen gedrehte Spielfilmszenen aus dem Leben von Franz von Assisi.

## Produktion
Nachdem das Büro von Wim Wenders 2013 einen Brief vom Vatikan mit der Anfrage erhalten hatte, ob Wenders Interesse an einem Film über Papst Franziskus habe, wurde nach detaillierter Abklärung der Bedingungen, unter denen das Projekt durchgeführt werden sollte, Anfang 2016 mit den Dreharbeiten begonnen.
Wenders’ Ansprechpartner im Vatikan war Dario Viganò, ehemaliger Direktor des Vatikan-Fernsehens, dann Präfekt des Sekretariats für Kommunikation. Beteiligte Produzenten waren The Palindrome, Centro Televisivo Vaticano, Célestes Images, Solares Fondazione delle arti, Neue Road Movies, Decia Films, Fondazione Solares Suisse und PTS Art’s Factory. Das Budget betrug zunächst zweieinhalb Millionen Euro, verwendet wurden eineinhalb Millionen, die verbliebene Million Euro wurde auf ein Sonderkonto des Papstes für wohltätige Zwecke eingezahlt.
Wenders und sein Team hatten im Vorfeld der Produktion uneingeschränkt Zugang zum Filmarchiv des Vatikans. Alle öffentlichen Auftritte des Papstes werden von Filmteams dokumentiert, allein die öffentlichen Ansprachen des Papstes in der Kurie werden manchmal von vier Kameras aufgenommen. Dazu kam weiteres Material anderer Fernsehsender. Dieses umfangreiche Material war zu sichten und auszuwählen; allein die Sichtung erstreckte sich über Jahre.
Zur Vorbereitung der Interviews mit Franziskus erarbeiteten Wenders und David Rosier eine Liste von über 50 Fragen, von denen vier in den jeweils über zwei Stunden gehenden Interviews gestellt wurden. Beim Interview saß der Regisseur dem Papst nicht direkt gegenüber, sondern sprach mit ihm über den Monitor eines umfunktionierten Teleprompters (Interrotron), so dass der Eindruck eines direkten Blickkontakts zwischen dem Papst und seinen Zuhörern entsteht.
Die Schwarzweiß-Sequenzen über das Leben von Franz von Assisi wurden mit einer originalen Handkurbelkamera aus den 1920ern gedreht, die Wenders bereits in dem Film The Soul of a Man von 2003 eingesetzt hatte.
Die Musik stammt von dem französischen Komponisten Laurent Petitgand, mit dem Wenders seit 1985 immer wieder zusammengearbeitet hat. Das Lied These Are the Words, gesungen von Patti Smith, das den Abspann begleitet, wurde von ihr für diesen Film geschrieben und begleitet von ihrer Band mit dem Bassisten und Arrangeur Tony Shanahan eingespielt.

## Rezeption
In einem Spiegel-Online-Artikel rezensiert Kirsten Rießelmann einen Tag nach dem deutschen Kinostart, der Film sei „reiner Kitsch“. Mit „diese(r) Art verfilmter Enzyklika“ handle der Vatikan aber „... nicht verwerflich. Sondern ziemlich schlau.“ Der Filmkritiker Rüdiger Suchsland griff eine Woche später auf Telepolis den Regisseur als „Moraltrompeter“ an. Wenders wolle „Propagandist des Papstes“ sein. Suchsland sah im Film kein Interesse „für den Mensch noch für das Amt“.
„Wim Wenders’ Dokumentarfilm über Papst Franziskus sieht man in Corona-Zeiten mit anderen Augen“ betitelt Thomas Gehringer seinen Essay im Berliner Tagesspiegel zwei Jahre nach der Premiere. Er beginnt seinen Review mit den Worten „Der Papst auf einem nahezu menschenleeren Petersplatz – seltsame Bilder aus dem Jahr 2020 ...“ und fährt fort, dass die päpstlichen Ausführungen nichts von ihrer Aktualität eingebüßt hätten. Dass unter all den natürlichen oder von Menschen herbeigeführten Katastrophen, die der Autor zu Beginn als deprimierende Beschreibung der Gegenwart aufzähle, ausgerechnet eine Pandemie fehle, tue nichts zur Sache. Die Kritik des Papstes an Armut und Umweltzerstörung blieben relevant, zumal das Coronavirus die Schwächsten wohl in besonderem Maße treffen werde.
In Deutschland haben den Film rund 500.000 Personen im Kino gesehen. 
Der Film lief erstmals am 10. April 2020 im deutschen Fernsehen.